# Vicent Gascon i Pelegrí
Vicente Gascon Pelegrí (Tavernes de la Valldigna 1915 - Tavernes de la Valldigna 2004) va ser un militar i acadèmic valencià, membre de l'Acadèmia Valenciana de la Llengua i Director de Número del Centro de Cultura Valenciana, a més de cronista oficial de Tavernes de la Valldigna, on fou nomenat fill predilecte de la ciutat l'any 1956.

## Obres
- Gascón Pelegrí, Vicente. Historia de Tabernes de la Valldigna (en castellà).
- Gascón Pelegrí, Vicente. Florones del señorío valldignense (en castellà).  Tavernes de Valldigna: [Cooperativa agrícola y Caja Rural], 1996, p. 256 p. ISBN 84-605-6057-0.
- Gascón Pelegrí, Vicente. Prohombres valencianos en los últimos cien años : 1878-1978 (en castellà).  Valencia: Caja de Ahorros, p. 395 p. ISBN 84-500-2630-X.